# Neurellipes chryseostictus
Neurellipes chryseostictus är en fjärilsart som beskrevs av Bethune-Baker 1910. Neurellipes chryseostictus ingår i släktet Neurellipes och familjen juvelvingar. Inga underarter finns listade i Catalogue of Life.